# L'orca Namú
L'orca Namú (títol original: Namu, the Killer Whale) és una pel·lícula estatunidenca de 1966 dirigida per László Benedek sobre una orca estudiada per un biòleg marí local i temuda inicialment per la població local. Està doblada al català.

## Argument
Hank Donner és un biòleg marí que acampa i estudia la fauna submarina a prop d'un poble pesquer del nord-oest del Pacífic. Un dia, mentre en Hank i el seu ajudant en Deke estudien un grup de balenes grises nedant per davant de la cala on han instal·lat el campament, són testimonis com un parell de pescadors, en Joe Clausen i en Burt, disparen a un grup d'orques que passava. Una femella és ferida de mort i s'endinsa a la cala, on va a la platja i mor. La seva parella roman prop del cos, en dol. En Clausen i en Burt insisteixen a matar-lo, però en Hank aconsegueix expulsar-los.
En Hank segella la cala amb una barrera de xarxa enganxada a l'entrada i després es posa a estudiar l'orca, que l'anomena "Namú" a la cançó de la pel·lícula. Són observats amb desconfiança pels habitants, excepte Kate Rand, la propietària de la botiga d'arts de pesca on en Hank compra els seus subministraments, i la seva filla Lisa, que admira el treball d'aquest. A mesura que en Hank continua les seves observacions, visitat ocasionalment per la curiosa Lisa, Namú finalment supera el seu dolor i comença a interactuar de manera juganera amb en Hank. Amb el temps, la Lisa porta alguns dels nens locals a la cala, i li llencen menjar a l'orca. Un dels nois, en Nick, emboca brutalment un flotador enganxat a un tros de peix, fent que Namú es torni salvatge de dolor quan se l'empassa.
Arran d'aquest incident, la gent del poble marxa cap a la cala, completament armada, per matar el cetaci. En Hank, però, aviat descobreix la causa de l'agonia de l'orca, i per demostrar que és una criatura pacífica, es posa l'equip de natació i entra a la cala, seguit per la Kate, quan els pescadors encara dubten. La visió dels dos nedant amb Namú finalment dispersa els seus prejudicis, però aleshores en Clausen, que s'ha separat de la turba, obre foc des d'un vaixell més enllà de la barrera de la xarxa. En Hank fa que en Deke obri la xarxa; l'orca surt nedant i bolca el vaixell d'en Clausen, però en comptes de matar-lo, manté en Clausen a flotació fins que en Hank i en Deke el treuen.
Un cop a l'aigua oberta, Namú es troba amb un altre grup d'orques i s'uneix a elles per nedar cap al mar.

## Repartiment
- Robert Lansing com Hank Donner
- John Anderson com Joe Clausen
- Robin Mattson com Lisa Rand
- Richard Erdman	com Deke
- Lee Meriwether	com Kate Rand
- Joe Higgins com Burt
- Michael Shea com Nick

## Producció
La història de ficció es va filmar a les illes San Juan i a Rich Cove prop de Port Orchard (Washington).
La pel·lícula la va "protagonitzar" l'orca Namu, una de les primeres orques mostrades en captivitat.

## Tema musical
"The Ballad of Namu, the Killer Whale", va ser escrita i interpretada per Tom Glazer .